# Logico Project Limited Edition
Logico Project Limited Edition è una raccolta del cantautore italiano Cesare Cremonini, pubblicato il 27 novembre 2015.
Comprende un cofanetto contenente l'album di inediti del 2014 Logico e i tre CD dell'album dal vivo Più che logico (Live).

## Tracce
Logico
Più che logico (Live)

## Classifiche
| Classifica (2015) | Posizione massima |
| ----------------- | ----------------- |
| Italia            | 28                |